# Phnum Srok (cidade)
Phnom Srok é uma cidade e sede do distrito de Phnum Srok, na província de Banteay Meanchey, no noroeste do Camboja. Está localizada a 52 km a nordeste de Sisophon, capital da província.